# 王子町 (名古屋市)
王子町（おうじちょう・おおじちょう）は、愛知県名古屋市中区の地名。1丁目から3丁目までがあった。 1977年（昭和52年）、中区新栄二丁目・新栄三丁目に編入され、消滅した。

## 地理
東は下奥田町・塚越町、西は青木町・西塚町、南は東陽町11丁目、北は東田町4丁目・菊里町に接していた。

### 学区
- 高等学校 - 尾張学区
- 中学校 - 名古屋市立白山中学校
- 小学校 - 名古屋市立王子小学校（当時）[4]

### 人口
国勢調査による人口の推移
| 1950年（昭和25年） | 1446人 |  |
| 1955年（昭和30年） | 1542人 |  |
| 1960年（昭和35年） | 1543人 |  |
| 1965年（昭和40年） | 1444人 |  |
| 1970年（昭和45年） | 1313人 |  |
| 1975年（昭和50年） | 1097人 |  |

## 歴史

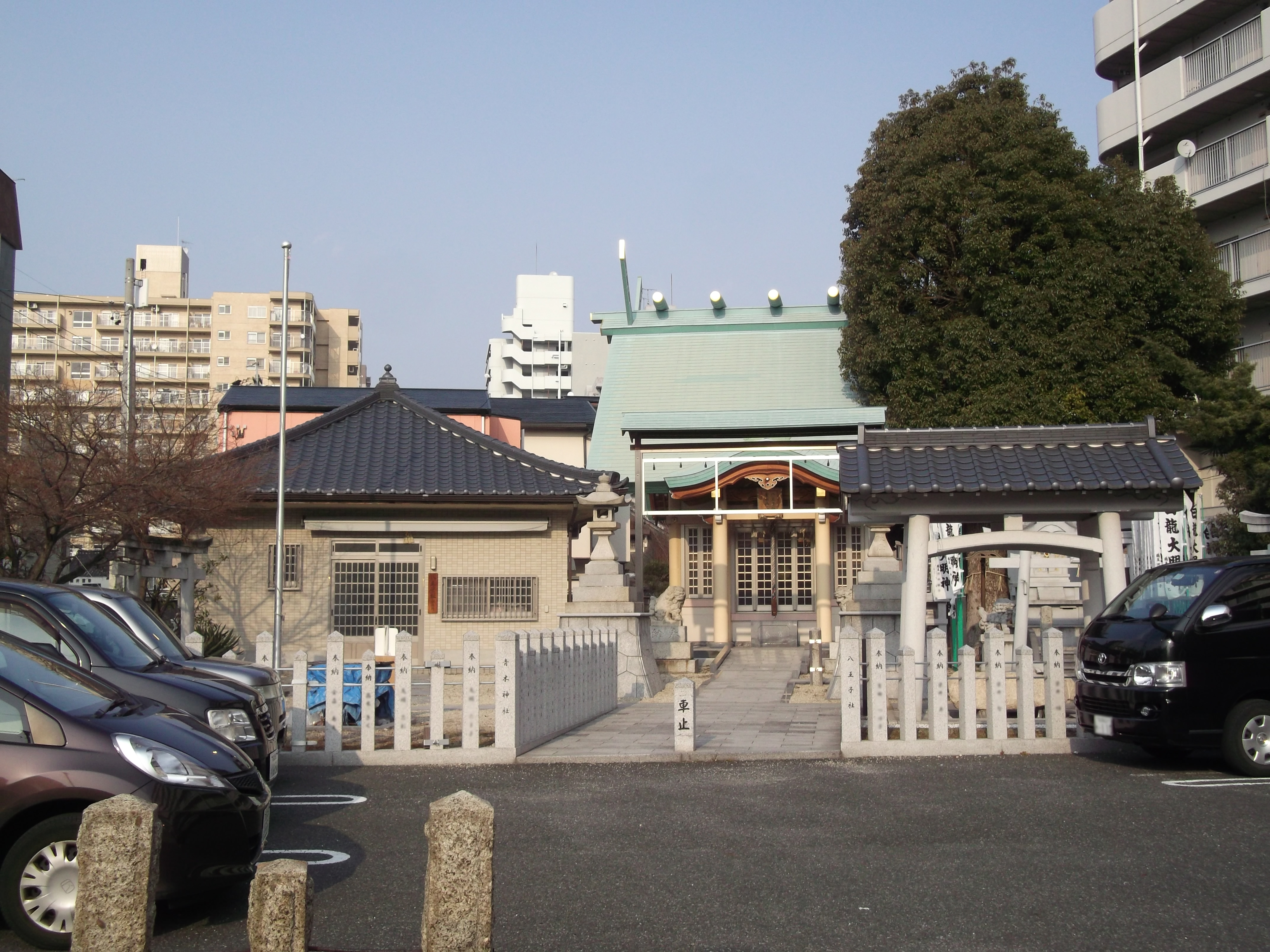
町名の由来となった八王子神社（2015年2月）

### 地名の由来
八王子神社の名前に由来するという。

### 沿革
- 1947年（昭和22年）5月1日 - 中区奥田町・下奥田町・塚越町・西塚町の各一部により、同区王子町として成立[1]。
- 1977年（昭和52年）10月23日 - 住居表示実施に伴い、中区新栄二丁目・新栄三丁目に編入され、消滅[2]。

## 施設
- 名古屋市立王子小学校